# José Bonifácio (distrito de São Paulo)
José Bonifácio es un distrito ubicado en la zona este de la ciudad de Sao Paulo, Brasil. Administrativamente pertenece a la subprefectura de Itaquera.

## Historia
La región donde hoy se encuentra el distrito de José Bonifácio comenzó a ser ocupada en la década de 1920 por inmigrantes japoneses que establecieron granjas plantando ciruelos y melocotones. Como resultado, la región pasó a ser llamada "Tierra del Melocotón", lo que más tarde daría su nombre a la carretera en el lado oeste del distrito - Jacu Pêssego.
En 1927, los inmigrantes japoneses fundaron la Associação de Moços da Colônia de Itaquera, que aún existe en la actualidad con el nombre de Itaquera Nikkei Clube. En la zona semirrural del distrito aún se conservan muchos caseríos de esta época, y otros están ocupados por fábricas, residencias, clubes o urbanizaciones. Esta zona corresponde al barrio conocido, no por casualidad, como "Colônia", y es también sede de la "Associação Pró-Excepcionais Kodomo no Sono", fundada por inmigrantes japoneses.
Un hito importante en la historia del distrito fue la aparición del Complejo Habitacional José Bonifácio, inaugurado por el presidente João Figueiredo y financiado por el Banco Nacional de la Vivienda. A través del complejo habitacional, el distrito comenzó a recibir residentes de bajos ingresos de otras partes de la ciudad. Cuando se instalaron, descubrieron que el barrio tenía edificios y asfalto, pero carecía de saneamiento básico, equipamientos sociales, alumbrado público y transporte público.
La comunidad del barrio empezó a organizarse y, con mucho esfuerzo, se consiguieron varias mejoras como escuelas, centros de salud, guarderías, paradas de autobús e iluminación. La estación de ferrocarril del barrio fue inaugurada el 27 de mayo de 2000. Construida por la Metrô y luego pasada a la CPTM, forma parte de la Línea 11-Coral (Luz-Estudantes).
Actualmente, la principal reivindicación del distrito, dada la histórica desatención de la subprefectura de Itaquera hacia sus residentes, es la instalación de la subprefectura José Bonifácio/Parque do Carmo.

## Distritos limítrofes
- Itaquera (noroeste).
- Lajeado (noreste).
- Guaianases y Cidade Tiradentes (este)
- Iguatemi (sur).
- Parque do Carmo (oeste).